# Cock and Ball Torture (Band)
Cock and Ball Torture, kurz CBT, ist eine bayrische Grindcore- und Death-Metal-Band aus Altenmarkt an der Alz, die 1997 gegründet wurde. Der Name der Band geht auf die Sexualpraktik Cock and Ball Torture zurück.

## Geschichte
Die Band wurde Anfang 1997 gegründet und nahm bereits kurz darauf ihre ersten Lieder auf. Die Mitglieder waren bereits bei Carnal Tomb tätig. Nachdem die Band die ersten sechs Monate geprobt hatte, begab sie sich ins Studio, um 16 der 28 in diesem Zeitraum geschriebenen Lieder aufzunehmen. Das Demo erschien unter dem Namen Cocktales und wurde 1998 mit einer Auflage von 550 Stück als CD wiederveröffentlicht. Aufgrund des pornografischen Covers fiel der Tonträger jedoch der Zensur zum Opfer, weshalb er bei Shredded Records erneut mit einer Auflage von 1.000 Stück und verändertem Cover wiederveröffentlicht wurde. Live setzte das Trio anfangs ein viertes Mitglied als Sänger ein, im Studio übernahm Sascha Pahlke jedoch den Gesang. In den folgenden Jahren erschienen mehrere Split-Veröffentlichungen mit Bands wie Libido Airbag, Squash Bowels, Grossmember und den mexikanischen Disgorge. Im Juni 2000 erschien außerdem das Debütalbum Opus(sy) VI. Die Aufnahmen hierzu hatten Ende Oktober 1999 und im Januar 2000 in den Tonstudios von Subzero Records stattgefunden, nachdem die Gruppe einen Plattenvertrag bei dem Label erreicht hatte. Da es allerdings Probleme mit dem Vertrieb des Albums gab, erschien es über Shredded Records. Um das Album zu bewerben hielt die Gruppe sowohl in Deutschland als auch in den Niederlanden, Tschechien, Frankreich und Großbritannien Auftritte ab. Darunter waren auch Festivalauftritte in Rostock auf dem Arschoolio Open Air und dem tschechischen Obscene Extreme. Vom 11. bis 15. April 2001 ging es auf eine kleine Tournee durch Tschechien zusammen mit Ingrowing, Isacaarum und Lykathea Aflame mit Auftritten in Prag, Pilsen, Budweis, Ostrava und Nové Zámky (Slowakei). Auch trat die Band in diesem Jahr auf dem Fucking Grinding Porno Gore Fest in Paris und dem Ohio Death Fest Cleveland auf. Auch erschienen weitere Split-Veröffentlichungen. Für Big Tits, Big Dick aus dem Jahr 2001 zusammen mit Last Days of Humanity steuerte die Band eine Coverversion von Mucupurulents Suborbital Ejaculation bei. Im selben Jahr erschien über Bizarre Leprous Production eine weitere Split-Veröffentlichung mit den Bands Filth, Negligent Collateral Collapse und Downthroat. Hierauf covert Cock and Ball Torture Nasums See the Shit (With Your Own Eyes), den GUT-Song Dead Girls Don't Say No Hasta la Vista Baby von Squash Bowels, Consuming Purulent Sputum von Last Days of Humanity und Doorway to Destruction von Suppository. Im August 2001 begab sich die Band erneut in die Studios von Subzero Records, um das zweite Album aufzunehmen, das im Juni 2002 unter dem Namen Sadochismo bei Ablated Records erschien. In der Zwischenzeit trat die Band mit Gorerotted auf. Ebenfalls im Jahr 2002 erschien die EP Where Girls Learn to Piss on Command, auf der die Gruppe Zombie Squad 69 von Mucupurulent und Cold Turkey von Ahumado Granujo coverte. Seit 2002 teilten sich Tobias Augustin und Timo Pahlke den Live-Gesang, sodass man auf das vierte Mitglied verzichten konnte. Im selben Jahr spielte die Gruppe wieder auf dem Obscene Extreme, was der zweite Auftritt als Trio war. Ein paar Tage später war sie auf dem Brutal Assault sowie dem deutschen Morbide Festspiele vertreten.
Gegen Ende des Jahres begannen die Arbeiten an einem neuen Album während Konzerte in Frankreich, Deutschland und Belgien abgehalten wurden. Anfang 2003 schrieb die Band weiter an dem neuen Album, ehe sie später im Jahr auf dem US-amerikanischen Fuck the Commerce und dem NRW Death Fest nahe Köln zu sehen war. Die zweite Hälfte des Jahres verbrachte die Band mit Proben, ehe sie sich Anfang 2004 wieder in die Tonstudios von Subzero Records begab. Außerdem hatte man sich von Ablated Records getrennt und im November 2003 einen Plattenvertrag bei Morbid Records unterschrieben, worüber Egoleech im Juni 2004 erschien. 2004 wurde Sadochismo bei Moral Insanity Productions wiederveröffentlicht, wobei zwei Lieder als Bonus enthalten sind. Später im Jahr 2004 wurden Auftritte in Deutschland, unter anderem ein zweites Mal auf dem Morbide Festspiele, und Italien gespielt. 2005 war die Band in Deutschland, Österreich und den Niederlanden zu sehen. 2006 spielte die Band vier Konzerte in Japan. Im selben Jahr erschien die Kompilation A Cacophonous Collection bei Obliteration Records, die das Album Opus(sy) VI, die EP Cocktales und die Lieder der bisher erschienen Split-Veröffentlichungen enthält. Aufgrund einer Schulterverletzung fiel Augustin aus, woraufhin Jacob von der bayrischen Band Volxverätzung am Bass aushalf und Timo Pahlke die Gitarre übernahm. Im Herbst 2006 spielte die Band auf dem Caos Emergente Fest in Porto, dem Grind Invasion in Wolfsburg und dem bayrischen Just Killers No Fillers Fest. Des Weiteren trat sie mit Pungent Stench in Österreich auf. Von 2004 bis 2007 arbeitete Cock and Ball Torture an einem weiteren Album, das jedoch noch nicht veröffentlicht wurde. Nach einem Auftritt auf dem Maryland Deathfest in Baltimore, war die Band im Juni und November in Österreich aktiv und im Dezember auf dem deutschen Bringer of Death Fest. In den Jahren 2008 und 2009 schlossen sich weitere Festivalauftritte an, wie dem Death Feast, dem zehnten Obscene Extreme, dem NRW Deathfest und 2009 auf dem Grindfest in Portugal und der Fekal Party in Prag. Auch 2010 spielte die Gruppe auf Festivals wie dem Brutal Assault. 2011 schloss sich ein erneuter Auftritt auf dem Morbide Festspiele an. Anfang 2013 ging Cock and Ball Torture auf eine Tournee durch Australien. Die Band spielt seitdem gelegentlich auf Festivals, auf Grund beruflicher Verpflichtungen wurden aber seitdem keine Tonträger mehr veröffentlicht und keine Tourneen mehr bestritten.

## Stil
Laut dem Facebook-Profil wurde die Band anfangs durch GUT und Hemdale beeinflusst. legacy.de fand, dass Sadochismo „fett groovenden Grindcore mit fiesem Gurgelgesang, der diesmal aber richtig rockt und auch Fans aus dem Death Metal-Lager ansprechen dürfte“. Neu sei auch, dass die Band etwas nach Carcass klinge. In den Liedern, die meistens im mittleren Geschwindigkeitsbereich lägen, verarbeite die die Einflüsse von GUT, Six Feet Under und Mucupurulent. Metal.de bezeichnete den Gesang, der auf dem Album zu hören sei, als „Klospülungs-Gegurgel“. Unterbrochen werde die Musik von „Samples aus obskuren japanischen Frauenverdresch-Filmchen“. Als Vergleichsband wurde Meatknife herangezogen. Agressor von TheMetallist.com ordnete in seiner Rezension zum Album die Band dem Porn- und Goregrind zu. Die Gruppe mache von sehr tiefen Growls und Samples aus Pornofilmen Gebrauch. Mitch Booth von metalobsession.net, der die Band auch dem Porn- und Goregrind zuordnete, merkte an, dass der Gesang von Pitch Shifting Gebrauch macht.

## Diskografie

### Demos
- 1997: Cocktales (Eigenveröffentlichung)

### EPs und Split-Alben
- 1998: Cocktales (Shredded Records)
- 1999: Veni, vidi, Spunky (Split mit Squash Bowels, Bizarre Leprous Production)
- 2000: Zoophilia (Split mit Libido Airbag, Stuhlgang Records)
- 2000: Anal Cadaver (Split mit Grossmember, Noweakshit Records)
- 2001: Barefoot and Hungry (Split mit Disgorge, Lofty Storm Records)
- 2001: Big Tits, Big Dicks (Split mit Last Days of Humanity, Unmatched Brutality Records)
- 2001: CBT / Filth / Downthroat / NCC (Split mit Filth, Negligent Collateral Collapse und Downthroat, Bizarre Leprous Production)
- 2002: Where Girls Learn to Piss on Command (Stuhlgang Records)

### Alben
- 2000: Opus(sy) VI (Shredded Records)
- 2002: Sadochismo (Ablated Records)
- 2004: Egoleech (Morbid Records)

### Kompilationen
- 2006: A Cacophonous Collection (Obliteration Records)